# Xanməmmədli (Zərdab)
Xanməmmədli è un comune dell'Azerbaigian situato nel distretto di Zərdab. Conta una popolazione di 465 abitanti.